# Isomyia darwini
Isomyia darwini är en tvåvingeart som först beskrevs av Charles Howard Curran 1938.  Isomyia darwini ingår i släktet Isomyia och familjen Rhiniidae. Inga underarter finns listade i Catalogue of Life.